# Брониран пояс
Брониран пояс – дебел слой от метална броня, разположен по външната повърхност на бордовете или от вътрешната страна на корпуса на военен кораб, обикновено броненосец, линеен кораб, крайцер и линеен крайцер, а също и самолетоносач, който е преправен за изпълнение на задачи като някой от по-горе изброените типове плавателни съдове.
Традиционно основния брониран пояс защитава повърхността на корпуса от главната палуба до определена височина под водолинията на кораба. Ако пояса е вграден в корпуса, вместо да покрива външната му част, то той се прави под наклон, за по-голяма защита.
При попадение във военния кораб на артилерийски снаряд (изстрелян от сушата или от друг кораб) или от подводно торпедо, бронирания пояс препятства проникването на поразяващите елементи вътре в корпуса на кораба, като е препятствие или за фугасния му заряд, или отклонява снаряда (а също и силата на детонацията му) благодарение на наклонената си повърхност. Често основните плочи на пояса допълнят противоторпедните прегради, които разположени няколко метра зад корпуса служат за запазване на водонепроницаемостта му при повреда на основната част на бронята. Освен това в някои проекти, в отсеците, които се допират до пояса се разполагат резервоари за нефт, морска или сладка вода. Течността в цистерните поглъща или разсейва енергията на експлозията на бойните глави или снарядите. При други проекти, както е илюстрирано на чертежа на напречния разрез на „Кинг Джордж V“ и „Тирпиц“, прилежащите отсеци за празни, което също отслабва взривната вълна, а в същото време следващите отсеци с „течен“ пълнеж на защитата поемат останалата сила на детонацията и осколките от взрива, конструктивните отсеци на схемата имат задача да предотвратят пробойни в тези отсеци.
по време на бой подводната част на плавателния съд може да бъде сериозно повредена не само от торпеда, но и от снарядите голям калибър, които падат близо до бордовете на целта. Тези снаряди, особено бронебойните, могат да преодолеят определено разстояние под водата, да пробият корпуса под водолинията и да се взривят вътре в него. Такива попадения носят сериозен риск от потапяне, както е в случая с торпедата.
Въздушното пространство между бронирания пояс и корпуса на кораба дава на съда допълнителна плавучест. Освен това тази конструкция се използва и в качеството на допълнителна защита от торпеда и артилерийски снаряди, както е описано по-горе. Някои типове бойни кораби имат бронепояс с по-малка дебелина, отколкото изисква адекватната им защита. Като правило това решение се използва при линейните крайцери и самолетоносачите, което при тях води до намаляване на теглото и се отразява положително на скоростните им качества, като тези класове кораби се проектират за максимално бързо пренасяне на ударна сила, където е необходимо или както е при самолетоносачите – изискванията за определена скорост имат отношение към излитането и кацането на палубната авиация, когато кораба се движи срещу вятъра. Почти всички големи кораби от този тип имат скорост над 30 и повече възела, например, еднотипните кораби USS Lexington (CV-2) и USS Saratoga (CV-3), втория и третия самолетоносач, които постъпват на въоръжение във флота на САЩ през 1927 г., са на база корпуси на линейни крайцери, които с мощните си силови установки имат превъзходни скоростни характеристики.